# کریستال لونز، ایلینوی
کریستال لونز (به انگلیسی: Crystal Lawns) یک حوزه سرشماری در ایالات متحده آمریکا است که در ایلینوی واقع شده‌است. کریستال لونز ۱٬۸۷۲ نفر جمعیت دارد.